# Сапалувка
Сапалувка (пол. Sapałówka, нім. Sapallen) — село в Польщі, у гміні Бані Мазурські Ґолдапського повіту Вармінсько-Мазурського воєводства.
Населення — 64 особи (2011).
У 1975-1998 роках село належало до Сувальського воєводства.

## Демографія
Демографічна структура станом на 31 березня 2011 року:
|          | Загалом | Допрацездатний вік | Працездатний вік | Постпрацездатний вік |
| -------- | ------- | ------------------ | ---------------- | -------------------- |
| Чоловіки | 33      | 3                  | 28               | 2                    |
| Жінки    | 31      | 4                  | 21               | 6                    |
| Разом    | 64      | 7                  | 49               | 8                    |